# Сковородки (Молодечненський район)
Сковородки (біл. вёска Скавародкі) — село в складі Молодечненського району Мінської області, Білорусь. Село підпорядковане Марківській сільській раді, розташоване в західній частині області.